# Szijártóháza
Szijártóháza là một thị trấn thuộc hạt Zala, Hungary. Thị trấn này có diện tích 3,78 km², dân số năm 2010 là 28 người, mật độ 7 người/km².